# يانغ جون (لاعب كرة قدم)
يانغ جون (بالصينية: 杨君)، من مواليد 10 يونيو 1981 في تيانجن في الصين، لاعب كرة قدم صيني.
بدأ مسيرته الكروية مع نادي كوينغدو بيليات في عام 2001، ولعب معهم حتى عام 2004، وشارك معهم في 65 مباراة، وفي عام 2005 انتقل إلى نادي تشانغتشون ياتاي، ولعب معهم 6 مباريات، وفي عام 2006 انتقل إلى نادي بكين غوان، وفي عام 2007 انتقل إلى نادي تيانجن تيدا، وهو يلعب معهم حتى الآن.
و قد بدأ باللعب مع منتخب الصين لكرة القدم في عام 2002.

## روابط خارجية
- يانغ جون (لاعب كرة قدم) على موقع قاعدة بيانات كرة القدم.إي يو (الإنجليزية)
- يانغ جون (لاعب كرة قدم) على موقع ناشيونال فوتبول تيمز (الإنجليزية)
- يانغ جون (لاعب كرة قدم) على موقع Soccerway.com (الإنجليزية)
- يانغ جون (لاعب كرة قدم) على موقع كووورة